# 皮德卡明
49°56′40″N 25°19′25″E / 49.94444°N 25.32361°E

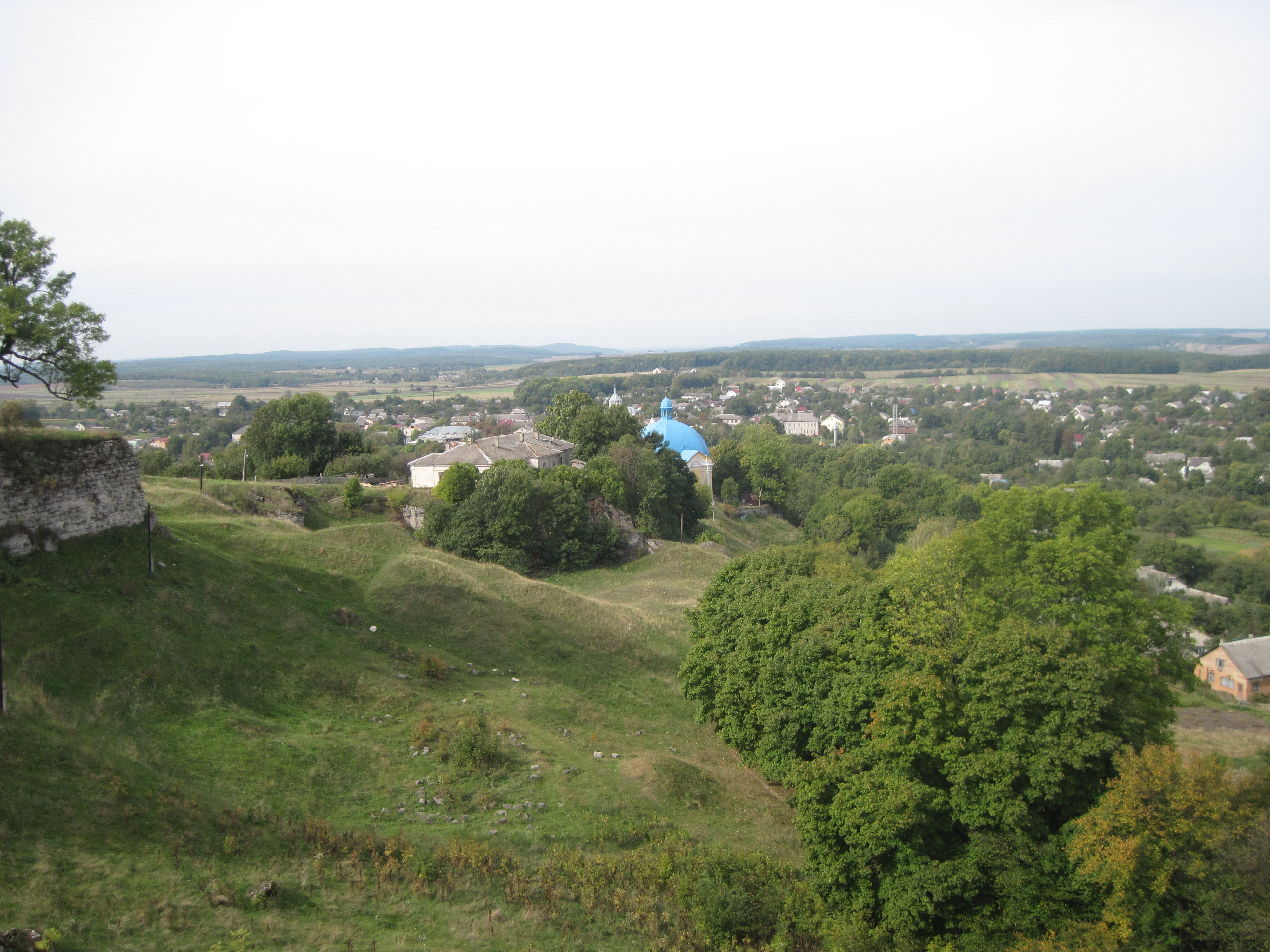

皮德卡明（羅馬化：Pidkamin；或按俄语名译为波德卡缅），是烏克蘭西部利沃夫州佐洛奇夫區皮德卡明市鎮内的鎮及其行政中心。距離州府利沃夫125公里和布羅德25公里，面積3.57平方公里，2011年人口2,128，人口密度每平方公里596.08人。

## 備註
1. ↑  俄语：，羅馬化：Podkamen